# U 225
U 225 war ein deutsches U-Boot vom Typ VII C, das während des Zweiten Weltkriegs von der deutschen Kriegsmarine im Nordatlantik eingesetzt wurde.

## Technische Daten
Die Kieler Germaniawerft war hauptsächlich mit dem Bau von Großkampfschiffen beauftragt, dennoch wurden bereits seit 1934 U-Boote, auch für den Export, gefertigt. Nach der Ausweitung des U-Bootbauprogramms wurde die Werft mit einem jährlichen Ausstoß von 42 Booten beauftragt – eine Anzahl, die nie erreicht werden konnte. Hauptsächlich sollten auf der Germaniawerft Boote der U-Bootklasse VII C produziert werden. Ein U-Boot dieser Klasse hatte eine Verdrängung von 761 Kubikmeter über und 865 Kubikmeter unter Wasser. Die Dieselmaschine gewährleistete eine Überwassergeschwindigkeit von 17 Knoten, getaucht fuhr das Boot bis zu acht Knoten. Ein VII C hatte eine Länge von 67,1 Metern, eine Breite von 6,2 Metern und einen Tiefgang von 4,8 Metern. Üblicherweise waren 44 Mann Besatzung an Bord. Der Auftrag für U 225 wurde am 15. August 1940 vergeben. Der Stapellauf fand am 18. Mai 1942 und die Indienststellung unter Oberleutnant Leimkühler am 11. Juli 1942 statt. Das Boot trug als Wappen unter anderem das Crew-Zeichen des Einstellungsjahrgangs des Kommandanten – zwei gekreuzte Degen – und zeitweise einen weißen Spitz als Maling.

## Einsatz und Geschichte
Am 11. Juni kam U 225 als Ausbildungsboot zur 5. U-Flottille in Kiel und unternahm Übungsfahrten in der Ostsee zum Training der Besatzung. Am 1. Januar 1943 wurde das Boot der 1. U-Flottille unterstellt und in Brest stationiert. Während seiner zwei Feindfahrten mit diesem Boot gelang es Kommandant Leimkühler ein Schiff zu versenken und vier zu beschädigen. Alle diese Erfolge erzielte U 225 während einer Geleitzugschlacht vom 27. bis zum 29. Dezember 1942, während derer zwei U-Bootgruppen, nach den Maßgaben der von Karl Dönitz entwickelten Rudeltaktik, den alliierten Geleitzug ONS 154 angriffen.
Unter den hierbei von Leimkühler beschädigten Schiffen war die President Franqui, die unter belgischer Flagge fuhr. Der Kapitän der President Francqui, G. Bayot, wurde von U 225 gefangen genommen. Fünf belgische Seeleute kamen ums Leben, zweiundfünfzig Besatzungsmitglieder wurden von zwei kanadischen Korvetten der Geleitsicherung, HMCS Prescott und HMCS Shediac, aufgenommen. Die President Francqui wurde später von U 336 versenkt. Auch die Empire Shackleton, Führungsschiff des Geleitzugs ON 154, wurde von U 225 beschädigt. Das Schiff wurde dann von U 123 versenkt. Alle 69 Besatzungsmitglieder überlebten den Angriff. Sie wurden von der HMS Fidelity, der HMCS Shediac und der HMCS Calgary gerettet.

## Verbleib
Auf seiner zweiten Unternehmung wurde U 225 beim Angriff auf den Geleitzug SC 119 von einem Liberator Bomber gesichtet, der sofort einen Angriff einleitete. Während U 225 im Begriff war zu tauchen, warf die Liberator aus geringer Höhe sechs Wasserbomben und beobachtete eine Weile später auftreibende Trümmerstücke, sowie eine sich verbreiternde Öllache im Meer. Gemäß früherer Annahmen, soll U 225 in Folge dieses Angriffs am 15. Februar 1943 auf der Position 55° 45′ 0″ N, 31° 9′ 0″ W gesunken sein. Zeitweise wurde auch angenommen, das Boot sei am 21. Februar durch einen Kutter der amerikanischen Küstenwache versenkt worden. Das hat sich inzwischen als falsch herausgestellt; dieser Angriff hatte U 604 gegolten.
Nach aktuellen Erkenntnissen wurde U 225 tatsächlich am 22. Februar 1943 durch Wasserbomben der englischen Korvette HMS Dianthus auf der Position 48°37’n, 30°35’w versenkt.